# Zerebrale Embolieprotektion
Die zerebrale Embolieprotektion (englisch Cerebral embolic protection) ist ein medizinisches Katheter-gestütztes Verfahren zum präventiven Schutz vor Schlaganfällen bei Katheter-Eingriffen am Herz. Dabei wird durch einen arteriellen Filter der Einstrom von unerwünschten Partikeln über den Blutstrom ins Gehirn verhindert. Der Begriff wird primär im Zusammenhang mit folgenden Eingriffen benutzt: Transkatheter-Aortenklappenimplantationen (TAVI), Verschluss des linken Vorhofohrs (Left Atrial Appendage Closure, LAAC), Ablation bei Vorhofflimmern und Katheter-gestützter Mitralklappenreparatur/-rekonstruktion (TMVR).
Zerebrale Embolisation und Schlaganfall sind zwei der häufigsten auftretenden Komplikationen während und nach TAVI-Verfahren. Je nach Studie treten diese zwischen ≈2,4 % (PARTNER 3 Studie) bis 6,8 % (CLEAN-TAVI Studie) der Fälle in unterschiedlicher Ausprägung auf.
Bisher fehlen prospektive randomisierte klinische Studien, die eine tatsächliche Verminderung des Risikos für klinisch relevante Schlaganfälle aufzeigen. Die kommerziell vertriebenen Filter sind bisher nicht Teil medizinischer Leitlinien.
Eine ähnliche Anwendung ist ein Zerebrales Protektionssystem, das bei der Katheter-gestützten Behandlung verengter Halsschlagadern (Stentangioplastie der A. carotis) eingesetzt wird.

## Indikationen
Es gibt keine präzise Vorhersage, bei welchen Patienten während eines Eingriffs ein Schlaganfall auftreten wird und keine evidenz-basierten Indikations-Empfehlungen. Mögliche Indikationen für CEP sind:
- Valve-in-Valve (TAVI-Prothese in degenerierter chirurgischer Klappenprothese, bzw. TAVI-Prothese)
- Extreme Kalzifizierung (Verkalkung) der Aortenklappe, der aufsteigenden Aorta (Aorta ascendens) und/oder des Aortenbogens, Atherom
- im CT oder Ultraschall sichtbare Vegetationen an der Aortenklappe/Prothese, Thromben
- Vorausgegangener Schlaganfall des Patienten
- „Low Risk-Patienten“ (Patienten mit allgemein niedrigem Komplikationsrisiko, Alter unter 65 Jahre.)

## Methode
Vom Aortenbogen gehen drei Arterien (Truncus brachiocephalicus, linke Arteria carotis communis und linke Arteria subclavia) ab, die das Gehirn versorgen. Hier setzen die derzeit in der EU zugelassenen Systeme für zerebrale Embolieprotektion an. Sie bringen ein feinporiges Filter in den Blutstrom ein, um zu verhindern, dass embolisches Material zum Gehirn gelangt. Es werden entweder zwei Filter über einen transradialen Zugang (Armarterien) in den Truncus brachiocephalicus und die rechte Arteria carotis communis eingebracht, die linke Arteria subclavia bleibt ungeschützt (Sentinel Device). Oder es wird ein im Aortenbogen eingefügter Deflektionsfilter genutzt, der alle der ersten drei großen Aortenabgänge umfasst (Triguard 3 Device).